# トリエステ県

トリエステ県
Provincia di Trieste

トリエステ県（トリエステけん、イタリア語: Provincia di Trieste）は、イタリア共和国フリウリ＝ヴェネツィア・ジュリア州に属していた県。県都トリエステは、フリウリ＝ヴェネツィア・ジュリア州の州都でもある。イタリアの県の中では面積が最も狭く、また所属する基礎自治体（コムーネ）の数も最も少ない。
フリウリ＝ヴェネツィア・ジュリア州における行政制度再編に伴い、2017年に自治体としてのトリエステ県は廃止された（選挙区の単位などの地理的呼称としては残される）。
第一次世界大戦後の1920年にイタリア王国領に編入されたヴェネツィア・ジュリアの一部である。第二次世界大戦後、ユーゴスラビアとの間でヴェネツィア・ジュリアの帰属問題が生じ、国際連合によってトリエステ自由地域が設定された。現在のトリエステ県域がイタリアに正式に復帰したのは1975年である。スロベニア系住民も多く、スロベニア語も広く用いられている。

## 名称
標準イタリア語以外の言語では以下の名称を持つ。
- スロベニア語: Tržaška pokrajina あるいは Pokrajina Trst

## 地理

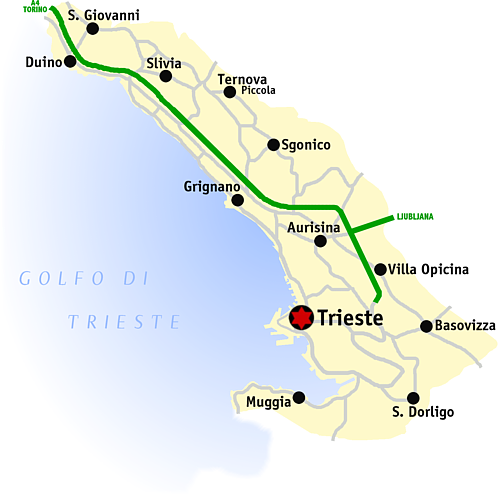
トリエステ県概略図。ただし、2012年6月時点で掲載されている図において、いくつかの誤りがある。図中のAurisinaの位置が誤っており、正しくはSliviaの南に位置する。図中のAurisinaの位置にあるのはOpicinaであり、図中のVilla Opicina は Trebiciano である。

### 位置・広がり
フリウリ＝ヴェネツィア・ジュリア州の東南端に所在する県である。県都トリエステは、ウーディネの南東約63km、スロベニアの首都リュブリャナの南西約72km、ヴェネツィアの東北東約115km、首都ローマの北北東約431kmに位置する。
西はアドリア海最奥部のトリエステ湾に面しており、海岸線の総延長は48.1 kmである。イタリア領で隣接するゴリツィア県とは、県の北西端において2kmほどの幅でわずかに接するのみであり、北・東・南の三方はスロベニアとの国境線となっている。このため、県はスロベニア領に向かってイタリア領が突き出す形となっている。
トリエステ県の面積は 212 km²で、これはイタリアの県の中では最も狭い。トリエステ県よりも広い面積を持つコムーネ（市町村相当の基礎自治体）は100以上存在する。所属するコムーネの数も5つと、イタリアの県の中で最も少ない。しかし、人口約20万人の大都市トリエステ（イタリア15位の人口を持つコムーネ）を擁しているために人口密度は高く、イタリアの県のうち4位となっている。

#### 隣接する県
隣接する県、およびそれに相当する行政区画は以下の通り。SLOはスロベニア領を示す。
- コメン (SLO) - 北
- セジャーナ (SLO) - 東
- フルペリェ＝コジナ (SLO) - 南東
- コペル (SLO) - 南
- ゴリツィア県 - 北東

### 地勢
県域北西部から中部にかけての直線状の海岸線は、100m～200mの高さを持つ崖となっており、特徴的な景観を示している。また、東側にはカルソ台地（カルスト台地）による海抜400mほどの丘陵が広がっており、海と丘に挟まれた幅5～10kmの狭い平地が、西北から東南へ帯状に30km程度続いている。県の多くの町や集落は、この帯状の平地上につくられている。
カルスト地形の特徴を示しており、数多くの洞窟が存在している。とくに、ズゴニーコにある「巨人の洞窟」グロッタ・ジガンテは、観光客にも公開されているものでは世界最大の洞窟として知られている。
- トリエステ市を中心とする航空写真
- 「リルケの小道」の海崖（ドゥイーノ＝アウリジーナ）
- 北から見るトリエステ港。奥の入り江の対岸はムッジャ。

### 主要な都市・集落
2001年の国勢調査に基づく居住地区（Località abitata）別人口統計によれば、人口2000人以上の都市・集落は以下の通り。（　）内は所属コムーネ（自治体）名を示すが、都市名と同一の場合は省いた。
- トリエステ - 196,512人
- ムッジャ - 10,995人
- ヴィッラ・オピチーナ (it:Villa Opicina)  （トリエステ） - 7,570人
- システィアーナ＝ヴィソリアーノ (it:Sistiana)  （ドゥイーノ＝アウリジーナ） - 3,091人

- トリエステ
- ムッジャ
- システィアーナ

## 歴史

### 古代・中世

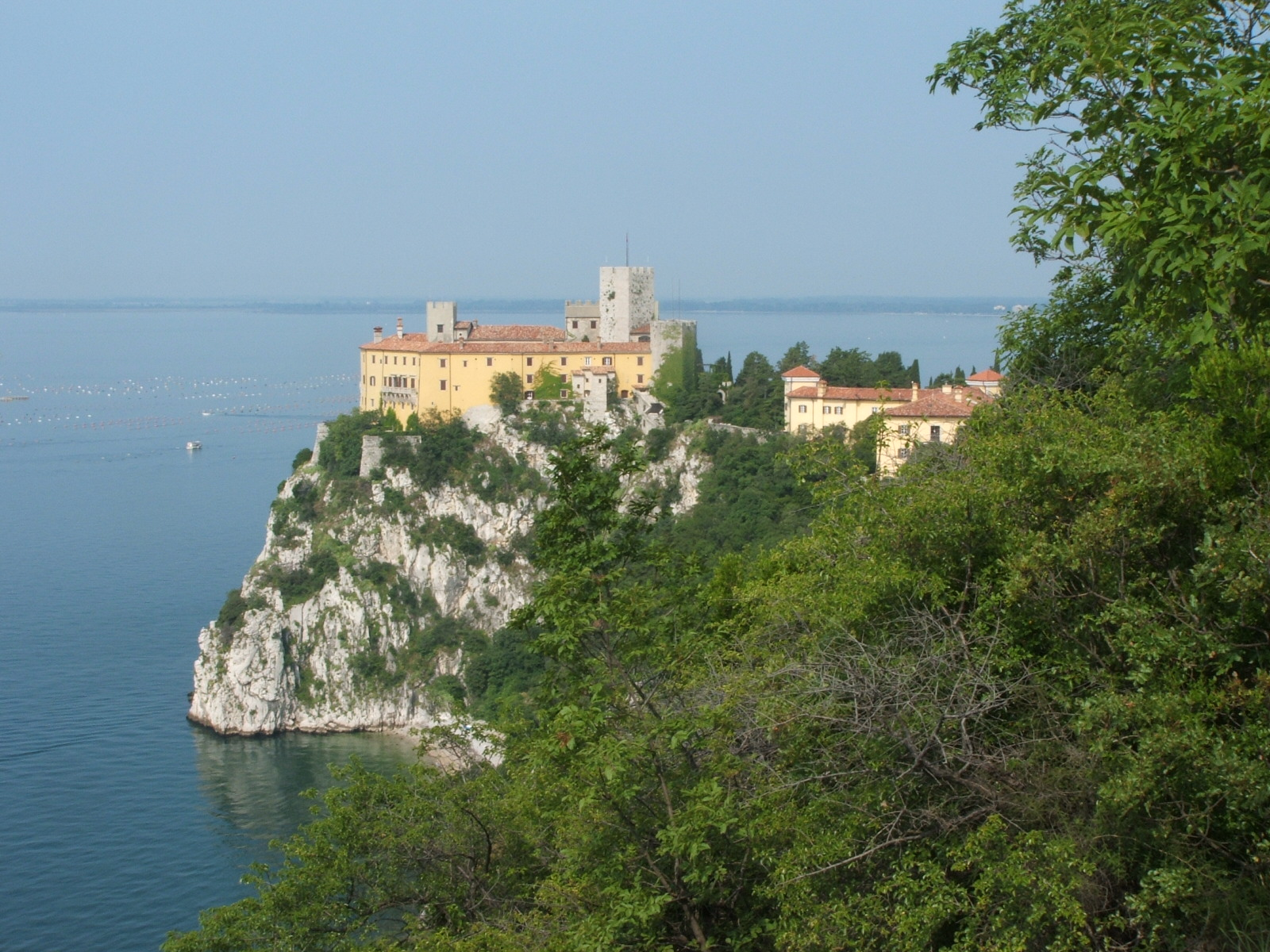
県北西部のドゥイーノ城

西ローマ帝国の滅亡後、現在のトリエステ県域は東ゴート人、東ローマ帝国、ランゴバルト人、そしてフランク人によって支配された。
13世紀、ハプスブルク家がこの地を支配するようになった。ハプスブルク君主国（オーストリア）の統治下、現在の県域はドゥイーノ（今日のドゥイーノ＝アウリジーナ、ズゴニーコ、モンルピーノの各コムーネをあわせた領域に相当）、トリエステ、サン・ドルリーゴ・デッラ・ヴァッレ、ムッジャの各領主に分封された。
18世紀のマリア・テレジアとヨーゼフ2世の治世、トリエステに自由港が開設され、この地域での海運業が発展した。

### 近代

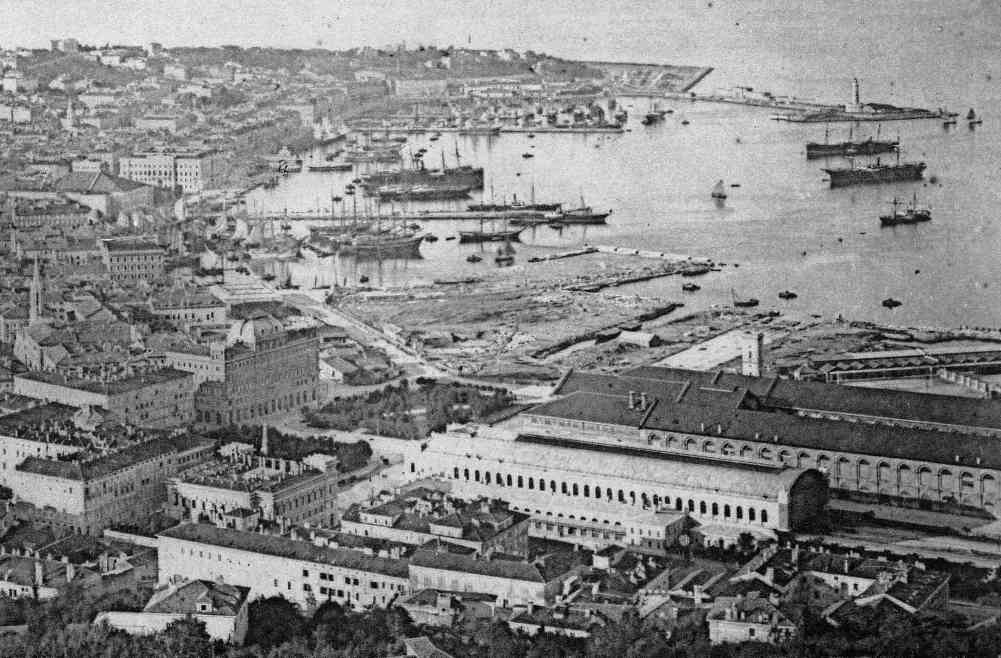
トリエステ（1890年）

1809年、ナポレオンのフランス帝国によってこの地方は併合され、イリュリア州に編成された。県の領域の大部分はトリエステを首都とする行政単位にまとめられたが、南東端のサン・ドルリーゴのみはポストゥーミア（現在はスロベニア領のポストイナ）の管轄下に置かれた。
ウィーン会議（1814年 - 1815年）によって、この地はオーストリア帝国の統治下に復帰した。ドゥイーノ、ナブレジナ（アウリジーナ）、ズゴニーコ、モンルピーノはそれまでカルニオラ (Carniola) の一部とされていたが、帝国を構成するゲルツ伯領 (Gorizia and Gradisca) に編入された。またトリエステは帝国直属都市となり、サン・ドルリーゴとムッジャはイストリア辺境伯領の一部となった。なお、ゲルツ伯領・帝国直属都市トリエステ・イストリア辺境伯領を併せてオーストリア沿海州（キュステンラント）と称する。
第一次世界大戦において、ゲルツ伯領のイゾンツォ川流域を舞台として、オーストリアとイタリアとの間で激しいイゾンツォの戦いが繰り広げられたが、現在のトリエステ県域はその西北端を除いてほとんど戦場とはならなかった。大戦の最終局面となったヴィットリオ・ヴェネトの戦いが展開されていた1918年11月1日、イタリア軍がトリエステを占領。11月3日のオーストリア降伏（ヴィラ・ジュスティ休戦協定）後、同月内にイタリア軍によってトリエステ県全域が占領された。

### 第一次世界大戦後
1920年11月に結ばれたラパッロ条約により、オーストリア沿海州のほぼ全域がイタリア王国に正式に併合された。1920年にイタリア王国の行政区画として「トリエステ県」（Provincia di Trieste）が設置されているが、ここにはクラス地方や、現在はスロベニア領となっているノトランスカ地方（内カルニオラ）が含まれていた。
1923年の行政区画再編により、「トリエステ県」 (it:Provincia di Trieste (1922-1945)) には現在のゴリツィア県の南部（モンファルコーネ、スタランツァーノ、ロンキ・デイ・レジョナーリ、サン・カンツィアン・ディゾンツォ、トゥッリアーコ、サン・ピエール・ディゾンツォ、フォリアーノ・レディプーリア、グラード）、現在のスロベニア・プリモルスカ地方の一部（セジャーナ、ディヴァーチャ、ポストイナ、ピフカ、コペルの一部）も管轄下に置くこととなった。

### 第二次世界大戦後

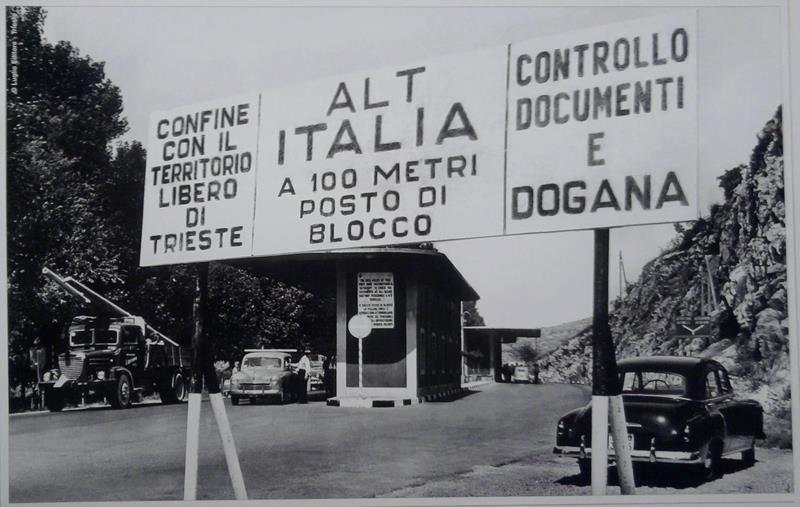
イタリアからトリエステ自由地域への入境チェックポイント

第二次世界大戦後の1945年、現トリエステ県を含むヴェネツィア・ジュリア地方は、ユーゴスラビアとイギリス・アメリカの連合軍によってそれぞれ占領された。重要な港湾都市トリエステを含む地域の領有権をめぐって、ユーゴスラビアとイタリアが争い、戦後の東西対立の中で国際政治の焦点となった。1947年9月15日、国際連合の管轄下にトリエステ自由地域が設定され、自由地域北部の A地区（Zone A）を米英軍が、南部の B地区（Zone B）をユーゴ軍が分割統治する状態となった。
1954年のロンドン協定により、北部の A地区を事実上のイタリア領、B地区を事実上のユーゴスラビア領とすることで両国は合意に達した。すなわち、A地区が現在のトリエステ県である。1975年11月10日に調印されたオージモ条約（1977年10月11日発効）によって、トリエステ周辺地域の地位は確定し、正式にイタリアの一部となった。

## 社会

### 経済・産業
観光が主な産業で、港湾関係もある。

### 言語・民族

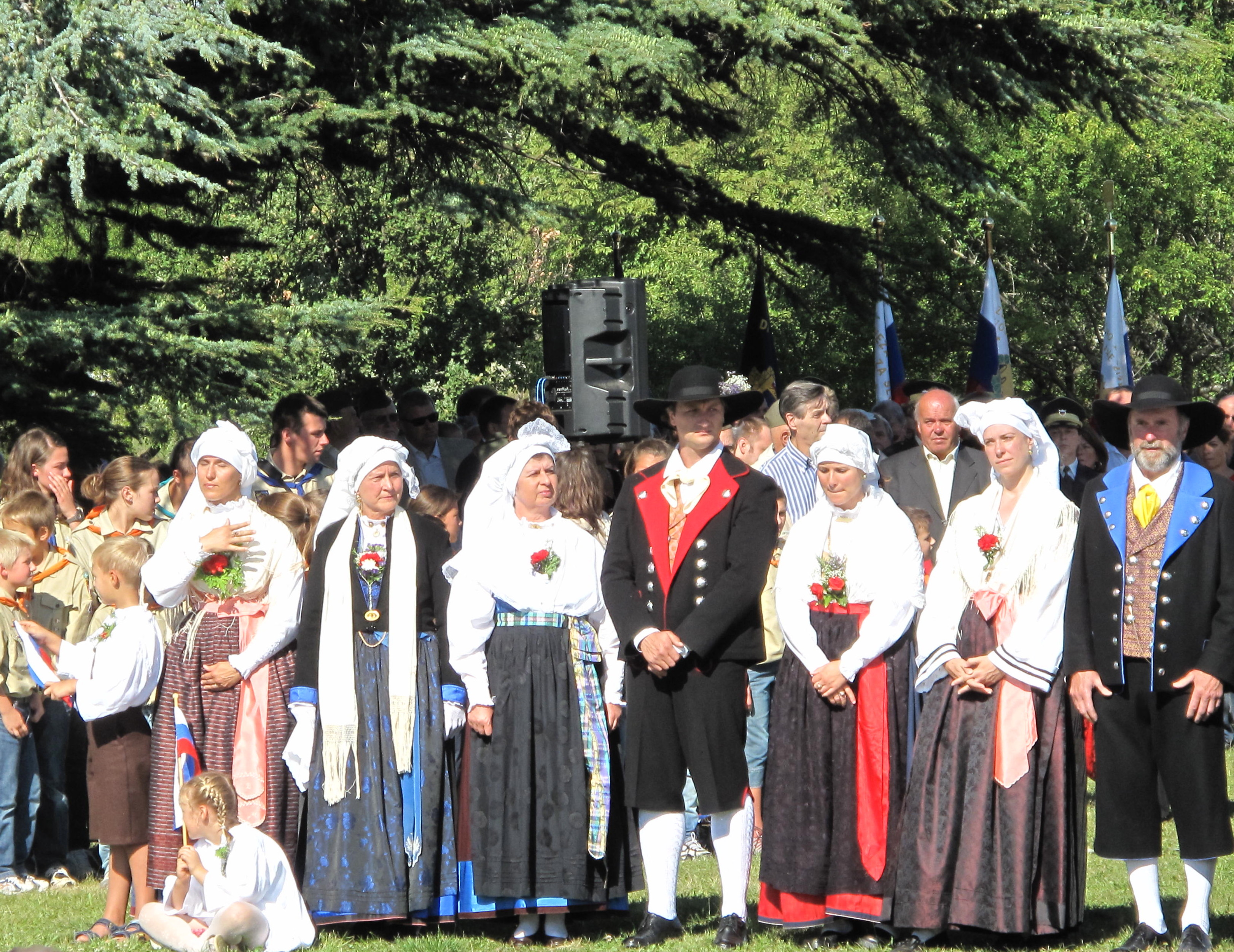
スロベニア人の結婚式

県の全域でイタリア語が話されているが、以下のような言語も使用されている。
スロベニア語
県の6つのコムーネ全てにおいて、スロベニア語の言語マイノリティの権利がイタリアの法律によって保護されている。しかしながら、イタリア語の他にスロベニア語の表示を行うことは、トリエステの都心部やムッジャなどでは実施されていない。スロベニア語学校では標準スロベニア語で教育されているが、トリエステ県域でもともと話されていたのはプリモルスカ方言群 (Littoral dialect group) に属する方言である。プリモルスカ方言群は、さらに3つの方言に分類される。
クラス方言 (Karst dialect) は、ドゥイーノ・アウリジーナおよびズゴニーコ、トリエステ市域北部のいくつかの集落で話されている。ノトランスカ方言 (Inner Carniolan dialect) は、モンルピーノとトリエステ市域中部のいくつかの集落（オピチーナなど）で話されている。イストリア方言 (Istrian dialect) は、サンドルリーゴ・デッラ・ヴァッレとムッジャ、トリエステ市域南部のいくつかの集落で話されている。
ヴェネト語
トリエステ市においては、多くの人々がヴェネト語の下位地域変種であるトリエステ方言を話している。
フリウリ語
かつては、トリエステ市やムッジャにおいて、フリウリ語の古い方言であったテルジェステオ方言 (it:Dialetto tergestino) が話されていたが、19世紀の末までには消滅した。

## 行政

### 行政区画

#### コムーネ
トリエステ県には6つのコムーネが属する。所属するコムーネの数は、イタリアの県の中で最も少ない（トスカーナ州プラート県の7コムーネがこれに次ぐ）。
左端の数字はISTATコードを示す。人口は2023年1月1日現在。面積は2001年のデータで、単位はkm²。
|        | 自治体名                           | 綴り                    | 面積  | 人口    |
| ------ | ---------------------------------- | ----------------------- | ----- | ------- |
| 032001 | ドゥイーノ＝アウリジーナ           | Duino-Aurisina          | 45.17 | 8,266   |
| 032002 | モンルピーノ                       | Monrupino               | 12.68 | 853     |
| 032003 | ムッジャ                           | Muggia                  | 13.66 | 12,872  |
| 032004 | サン・ドルリーゴ・デッラ・ヴァッレ | San Dorligo della Valle | 24.51 | 5,684   |
| 032005 | ズゴニーコ                         | Sgonico                 | 31.31 | 1,998   |
| 032006 | トリエステ                         | Trieste                 | 84.49 | 199,032 |

## 交通

トリエステのアウトストラーダ路線図

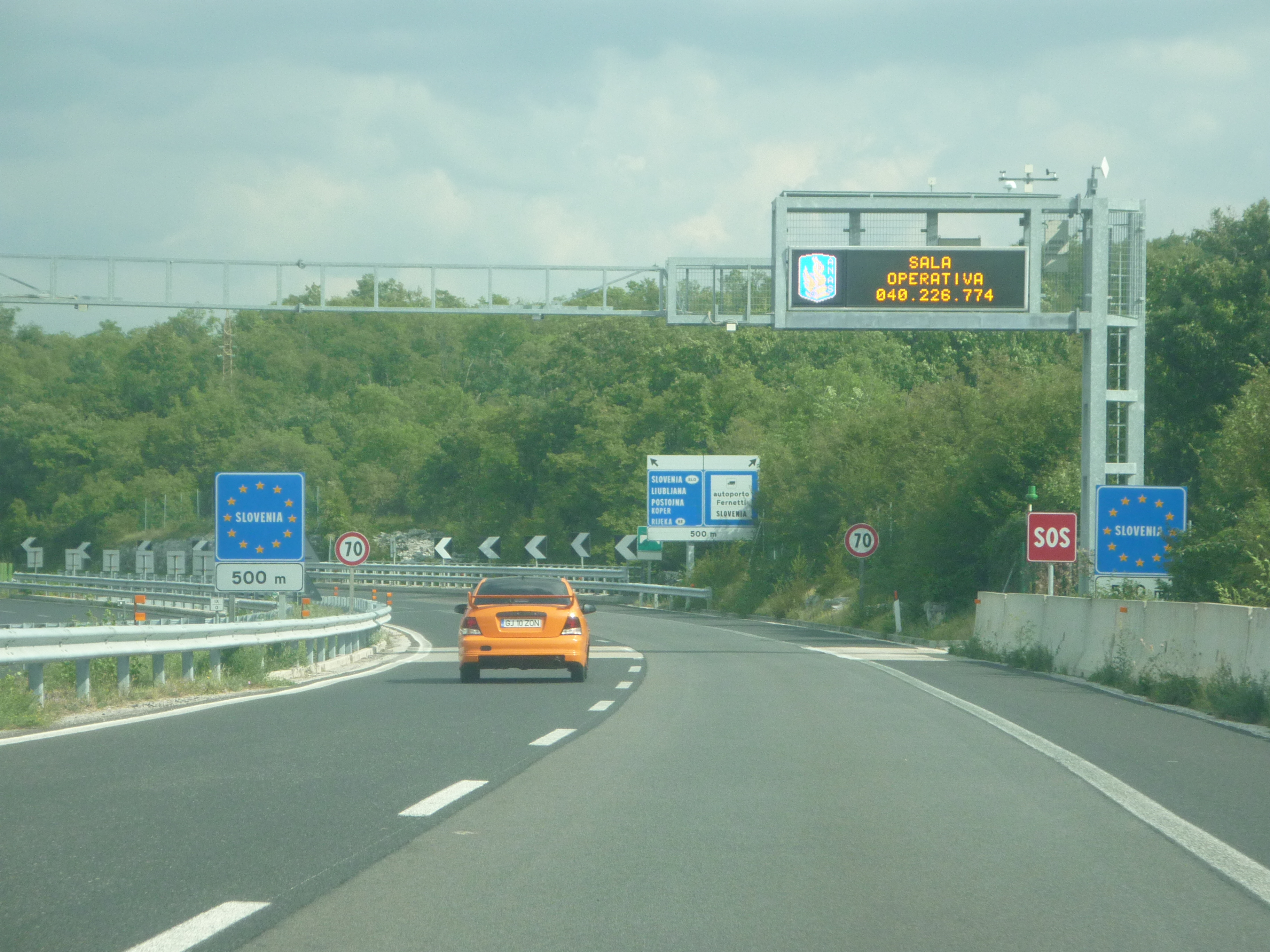
RA14のスロベニア国境

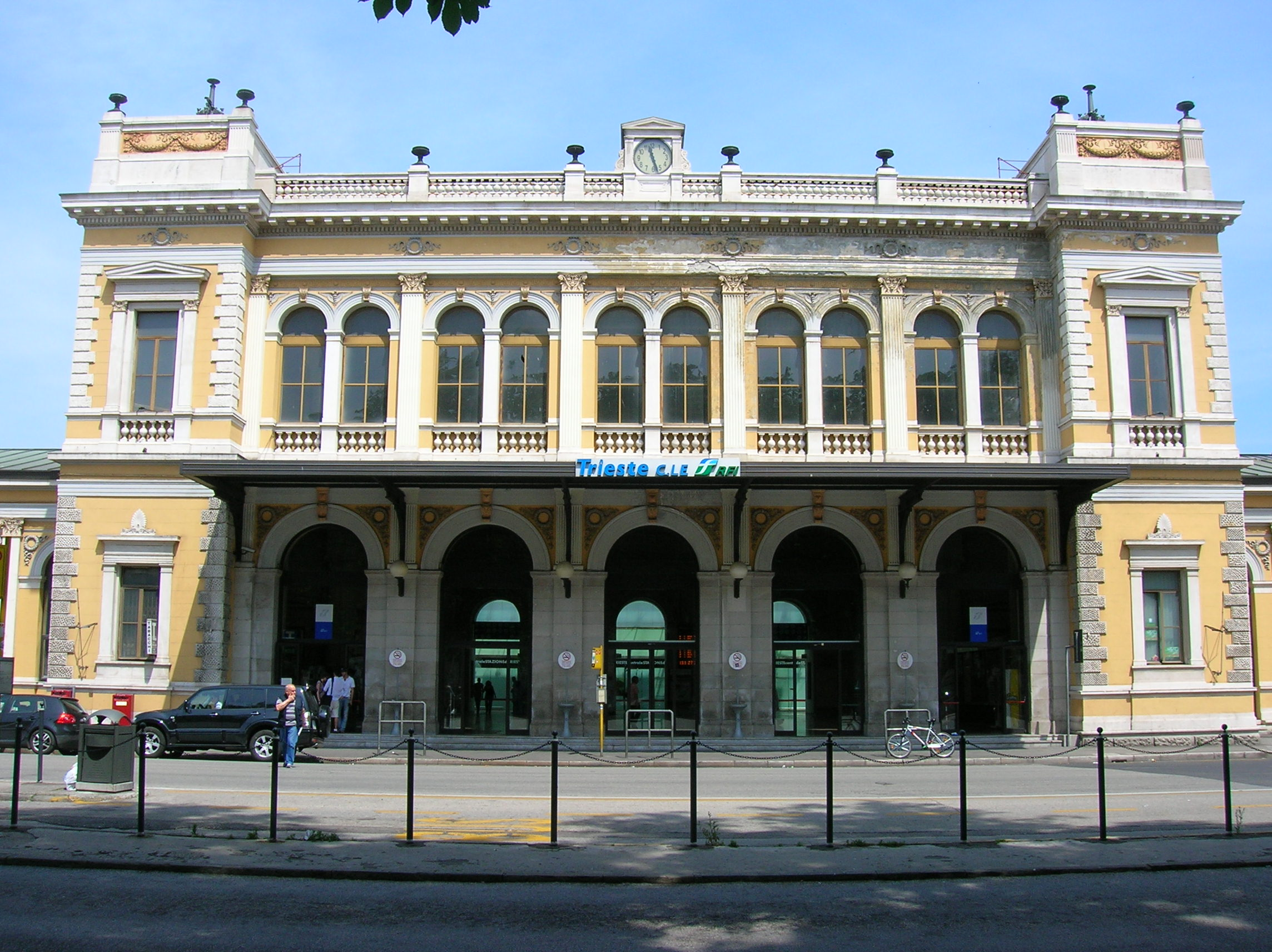
トリエステ中央駅

### 道路
高速道路
- A4
〔トリノ - ヴェネツィア - モンファルコーネ〕 - ドゥイーノ - オピチーナ - システィアーナ
- RA13 (it:Raccordo autostradale 13) 
システィアーナ - カッティナーラ
- RA14 (it:Raccordo autostradale 14) 
オピチーナ - フェルネッティ（スロベニア国境）

国道
- SS14 (it:Strada statale 14 della Venezia Giulia) 
〔ヴェネツィア - モンファルコーネ〕 - ドゥイーノ - ミラマーレ - トリエステ - ペゼク（スロベニア国境）
- SS15 (it:Strada statale 15 Via Flavia) 
トリエステ - ラブイエゼ（スロベニア国境）
- SS55 (it:Strada statale 55 dell'Isonzo) 
〔ゴリツィア〕 - サン・ジョヴァンニ・ディ・ドゥイーノ
- SS58 (it:Strada statale 58 della Carniola) 
トリエステ - フェルネッティ（スロベニア国境）
- SS202 (it:Strada statale 202 Triestina) 
カッティナーラ - トリエステ

### 鉄道
- ウーディネ＝トリエステ線
- ヴェネツィア＝トリエステ線 (it:Ferrovia Venezia-Trieste)
- イェセニツェ＝トリエステ線 (it:Ferrovia Jesenice-Trieste)
- メリディオナーレ線

### 空港
トリエステ空港（フリウリ・ヴェネツィア・ジュリア空港、ロンキ・デイ・レジョナーリ空港）は、トリエステから西北へ約30km離れた、ゴリツィア県ロンキ・デイ・レジョナーリにある。

### 港湾
- トリエステ港 (it:Porto di Trieste)

## 人物

### 著名な出身者
- ヴィクトル・デ・サバタ - 指揮者・作曲家。トリエステ出身。
- ネレオ・ロッコ - サッカー選手・指導者。トリエステ出身。
- ガエタノ・カニッツァ - 心理学者。トリエステ出身。

### ゆかりの人物
- ライナー・マリア・リルケ - 19-20世紀の詩人。ドゥイーノに滞在。